# 武藤禎夫
武藤 禎夫（むとう さだお、1926年 - ）は、日本の国文学者。
東京に生まれる。1952年に東京大学国文科を卒業した。朝日新聞社に入り、日本古典全書などを編纂、近世文学の研究を行い、共立女子短期大学教授。近世舌耕芸、落語、笑話を中心に研究している。

## 著書
- 『落語三百題 落語の戸籍調べ』東京堂出版、1969
- 武藤禎夫『江戸小咄の比較研究』東京堂出版、1970年。NCID BN04110786。
- 『江戸風俗絵入り小咄を読む』東京堂出版、1994
- 『絵入り伊曽保物語を読む』東京堂出版、1997
- 『江戸のパロディー もじり百人一首を読む』東京堂出版、1998
- 『定本 落語三百題』岩波書店、2007

## 編著
- 『中国笑話選 江戸小咄との交わり』松枝茂夫共編訳.平凡社〈東洋文庫〉、1964
- 『江戸小咄辞典』編.東京堂出版、1965
- 『昨日は今日の物語 近世笑話の祖』訳.平凡社〈東洋文庫〉、1967
- 『江戸小咄本十一集 未翻刻』編.近世風俗研究会、1968
- 『江戸小咄本八集 未飜刻』編.近世風俗研究会、1969
- 『日本小咄集成』浜田義一郎共編.筑摩書房、1971
- 『漢文体笑話ほん六種』編.近世風俗研究会、1972
- 『未飜刻安永期上方咄会本・六種』編、近世風俗研究会、1973
- 『噺本大系』全20巻　岡雅彦共編、東京堂出版、1975-79
- 『未刊軽口咄本集』編.古典文庫、1976.近世文芸資料
- 『落し咄 寛政頃写本』編.古典文庫、1984
- 『百人一首戯作集』編.古典文庫、1986
- 『元禄期軽口本集 近世笑話集上』校注.岩波文庫、1987
- 『安永期小咄本集 近世笑話集中』校注.岩波文庫、1987
- 『化政期落語本集 近世笑話集下』校注.岩波文庫、1988
- 『按古於当世』編.古典文庫、1989
- 『珍作鸚鵡石』編.古典文庫、1991
- 『肘まくら軽口噺』編.古典文庫、1991
- 『諺臍の宿替』一荷堂半水作 校訂、太平書屋、1992
- 『軽口絵本集十種』編著.太平書屋、1995
- 『江戸小咄類話事典』編.東京堂出版、1996
- 『画咄本集』編.古典文庫、1996
- 『もじり百人一首三種』編.太平書屋、1996
- 『江戸明治百面相絵本八種』編.太平書屋、1997
- 『安永期艶笑噺本六種』編著・校訂.太平書屋、2000
- 『伊曾保物語 万治絵入本』校注.岩波文庫、2000
- 『雑纂訳解 中国ものはづけ集成』編著.太平書屋、2001
- 『笑府集成 原本笑府・半紙本笑府・小本笑府・刪笑府』編.太平書屋、2006
- 『明治漢文笑話本集成』武藤蒐集 太平主人編著.太平書屋、2012